# Elecciones generales de Pakistán de 1970
Las primeras elecciones generales de la República Islámica de Pakistán tuvieron lugar el 7 de diciembre de 1970, tanto en Pakistán Occidental como en Pakistán Oriental. Se debían elegir los 300 distritos electorales parlamentarios de Pakistán, iniciándose la transición democrática tras la dictadura militar de Muhammad Ayub Khan. Son conocidos, hasta la actualidad, como los comicios más limpios en la historia de Pakistán. En ese momento, la Asamblea Nacional de Pakistán era un parlamento unicameral, elegido en 300 circunscripciones uninominales.
Estos comicios fueron una feroz competencia para dos partidos socialistas y liberales, la Liga Awami y el Partido Popular de Pakistan o PPP. La Liga Awami era el único partido importante de Pakistán Oriental. Mientras tanto, en las cuatro provincias de Pakistán Occidental, el PPP se enfrentó a una fuerte competencia contra las facciones conservadoras de la Liga Musulmana, así como a una ligera oposición de los islamistas partes como JI, JUI y JUP. Durante la campaña, el líder del PPP, Zulfikar Ali Bhutto, pronunció la famosa frase, al referirse a su rechazo de que la Liga Awami gobernara el país: "Udhar tum, idhar hum" (Tú allá, yo aquí), siendo la primera vez que un político "dividía" a la nación de Pakistán en dos por vía oral.
Con una sorpresivamente alta participación, la Liga Awami obtuvo una victoria aplastante, consiguiendo mayoría absoluta de 160 escaños, al estar la mayor parte de la población en Pakistán Oriental y constituir la Liga Awami el único partido importante de dicha región. Pese a estar dividido en cuatro provincias (mientras que Pakistán Oriental era solo una), los distintos partidos políticos de Pakistán Occidental y su población relativamente menor imposibilitaron la victoria del PPP.
Sin embargo, aunque constitucionalmente la Liga Awami tenía derecho a formar gobierno, el régimen pakistaní no reconoció los resultados, debido a que no quería que un partido de la región Oriental gobernara todo el país. El descontento general entre la población bengalí de Pakistán Oriental hacia la zona occidental del país, que ya estaba presente por las diferencias lingüísticas y sociales (teniendo la religión como única identidad similar) se enardeció por el desconocimiento a los resultados electorales y el rechazo a la formación de su gobierno, provocando protestas. La represión consecuente por parte del régimen desató una revuelta que desembocó en una guerra civil a gran escala, que terminó siendo una guerra de independencia en la que Pakistán Oriental obtuvo su emancipación del resto de la urbe, declarándose la República Popular de Bangladés, donde la Liga Awami obtuvo la victoria en las primeras elecciones y se convirtió en el partido gobernante.
En Pakistán, tras la redacción de una nueva constitución, y contando con la mayoría suficiente al desaparecer la representación de Pakistán Oriental, Zulfikar Ali Bhutto, del Partido Popular, se convirtió en Primer ministro de Pakistán en 1973.

## Antecedentes
El 23 de marzo de 1956, el Dominio de Pakistán se convirtió en una república dentro de la Mancomunidad de Naciones. Aunque las primeras elecciones generales estaban programadas para 1959, la inestabilidad política llevó a un golpe de Estado el 7 de octubre de 1958 que llevó al poder al militar Muhammad Ayub Khan, en calidad de Presidente de la República dentro del marco de una dictadura militar.
El 17 de febrero de 1960, Ayub Khan creó una comisión liderada por Muhammad Shahabuddin, del Tribunal Supremo de Pakistán, para diseñar un marco político para su régimen. La comisión presentó su informe el 29 de abril de 1961 y, sobre la base de este informe, se promulgó una nueva constitución el 1 de marzo de 1962. Esta nombraba al país como "República de Pakistán" y establecía un sistema de sufragio indirecto fuertemente presidencialista, en contraposición con el sistema parlamentario de 1956. Ayub Khan fue elegido presidente el 2 de febrero de 1965, bajo el nuevo sistema indirecto.
Con los años, comenzó a surgir un movimiento opositor al régimen de Ayub Khan cada vez más fortalecido. Uno de los principales líderes de dicho movimiento fue el bengalí Sheikh Mujibur Rahman, líder de la Liga Awami, un partido socialista y nacionalista de Pakistán Oriental, que buscaba obtener la autonomía para la provincia, separada por varios kilómetros del resto del país. En 1968, Sheikh Mujibur Rahman fue acusado de sedición después de que el gobierno del presidente Ayub Khan lo acusó de conspirar con la India en contra de la estabilidad de Pakistán. Se produjeron entonces protestas multitudinarias en Pakistán Oriental y ocurrieron conflictos esporádicos entre las fuerzas gubernamentales y el pueblo. En Pakistán Occidental, por su parte, el ministro de Asuntos Exteriores Zulfikar Ali Bhutto dimitió de su cargo y fundó el socialista Partido Popular de Pakistán, declarándose opositor al régimen.
El 26 de marzo de 1969, Ayub Khan sucumbió a la presión política y renunció, entregando el cargo presidencial  al Comandante en Jefe del Ejército de Pakistán, Aga Muhammad Khan. Yahya Khan decretó la Ley marcial y derogó la constitución de 1962. Tras poner fin a la institucionalización del régime, Yayha Khan convocó a elecciones libres para democratizar el país bajo un gobierno parlamentario. Pakistán Occidental se dividió en cuatro provincias (Punyab, Sind, Baluchistán y la Provincia de la Frontera del Noroeste) mientras que Pakistán Oriental permaneció como una provincia sola. La representación en el nuevo parlamento se hizo con base en la población de cada provincia, y Pakistán Oriental tenía más población que las cuatro provincias de Pakistán Occidental juntas, por lo que poseía más de la mitad del parlamento en representación.
Un mes antes de la elección, Pakistán Oriental fue golpeada por el Ciclón Bhola, el ciclón más mortífero en la historia del mundo, generando un total de 500.000 muertes. La poca reacción del gobierno central fue un probable detonante de la victoria de la Liga Awami.

## Resultados

### Asamblea Nacional
| Partido                         | Votos      | %    | Escaños |
| ------------------------------- | ---------- | ---- | ------- |
| Liga Awami                      | 12.937.162 | 39.2 | 160     |
| Partido del Pueblo Pakistaní    | 6.148.923  | 18.6 | 81      |
| Jamaat-e-Islami                 | 1.989.461  | 6.0  | 4       |
| Liga del Consejo Musulmán       | 1.965.689  | 6.0  | 2       |
| Liga Musulmana (Qayyum)         | 1.473.749  | 4.5  | 9       |
| Jamiat Ulema-e-Islam            | 1.315.071  | 4.0  | 7       |
| Jamiat Ulema-e-Pakistan         | 1.299.858  | 3.9  | 7       |
| Convención de la Liga Musulmana | 1.102.815  | 3.3  | 7       |
| Partido Nacional Awami          | 801.355    | 2.4  | 6       |
| Partido Democrático de Pakistán | 737.958    | 2.2  | 1       |
| Otros partidos                  | 387,919    | 1.2  | 0       |
| Independientes                  | 2.322.341  | 7.0  | 16      |
| Total                           | 33.004.065 | 100  | 300     |
| Fuente: Nohlen et al.           |            |      |         |